# الیسا بلانت مورهد
الیسا بلانت مورهد (که گاهی به صورت بلانت-مورهد نیز نوشته می‌شود) یک تهیه‌کننده، هنرمند، نویسنده، متصدی و مدرس ساکن بالتیمور است. او از طریق فعالیت‌های میان‌رشته‌ای خود در زمینه‌های هنرهای تجسمی، موسیقی، طراحی و فیلم، از تغییرات اجتماعی حمایت می‌کند. او از اوایل دهه ۹۰ میلادی به تولید رویدادهای هنری عمومی، نمایشگاه‌های گالری، نمایش فیلم و برنامه‌های آموزشی پرداخته است.

## تحصیلات و پیشینه
بلانت مورهد در بروکلین، نیویورک به دنیا آمد و رشد کرد.
او در محله بدفورد–استایوسنت، بروکلین در بروکلین، نیویورک زندگی می‌کرد تا اینکه در سال ۲۰۱۴ به بالتیمور، مریلند نقل مکان کرد. او در دانشکده حقوق دانشگاه سیراکیوز تحصیل کرد و در سال ۱۹۹۳ مدرک خود را دریافت کرد و سپس در سال ۲۰۰۷ مدرک کارشناسی ارشد هنرهای زیبا را در رشته طراحی داخلی از مدرسه طراحی پارسونز دریافت کرد. او دو فرزند به نام‌های مه‌ساتی و زیگی دارد.

## حرفه
بلانت مورهد از سال ۱۹۹۱ به تولید رویدادهای هنری عمومی، نمایشگاه‌های نگارخانه، نمایش فیلم و برنامه‌های آموزشی پرداخته است. بلانت-مورهد یکی از بنیان‌گذاران رد کلی، یک سازمان غیرانتفاعی هنری مستقر در بروکلین است که به ارائهٔ بستری برای رسانه‌های نوظهور و بیان هنری تجربی اختصاص دارد.
در رد کلی آرتز، او بیش از ۲۰ نمایشگاه و برنامه را در نیویورک و لندن سرپرستی و تولید کرد. این نمایشگاه‌ها شامل رخدادهای تصادفی (۲۰۰۵)، یک نمایشگاه چندمکانه در همکاری با پروژهٔ تنوع؛ سوت‌زدن‌های خیابانی (۲۰۰۱)، پروژه‌ای دربارهٔ آزار خیابانی در انز ورهَوس و موزهٔ شهر نیویورک؛ و مجموعهٔ آزمایشی آغازین پراکتی‌کوم در مرکز بریک آرتز مدیا در سال ۲۰۰۲ هستند. با رد کلی آرتز، الیسا بلانت-مورهد به جامائیکا سفر کرد، جایی که او و تیمش به کودکان عکاسی، عکاسی خبری، هنرهای رسانه‌ای نوین و بیان هنری تجربی آموزش دادند.
بلانت مورهد مدیر طراحی، برنامه‌ریزی و نمایشگاه‌ها در مرکز یادبود ویکس‌ویل بود. او هم‌متصدی پروژهٔ فانک، خدا، جز و پزشکی: بروکلین رادیکال سیاه، همکاری‌ای میان کریتیو تایم و مرکز یادبود ویکس‌ویل بود. این نمایشگاه هنری یک‌ماهه و قابل پیاده‌روی شامل چهار اثر هنری مبتنی بر اجتماع از زنوبیا بیلی، سیمون لی، گروه اوتابِنگا جونز و همکاران و بردفورد یانگ بود. او مدیر برنامهٔ آموزشی هنری راش‌کیدز در نگارخانهٔ راش آرتز بین سال‌های ۲۰۰۱ تا ۲۰۰۳ بود.
بلانت مورهد دورهٔ «کثرت‌گرایی فرهنگی» را برای مدرسهٔ تحصیلات تکمیلی هنر و مدیریت فرهنگی مؤسسه پرات بین سال‌های ۱۹۹۹ تا ۲۰۱۱ طراحی و تدریس کرد و از سال ۲۰۱۲ نیز در مدرسه طراحی پارسونز در «کوپر هیویت» به تدریس پرداخت. او در سطح بین‌المللی سخنرانی می‌کند و آثارش منتشر می‌شوند که موضوعاتی چون طراحی محیطی، تاریخ و موزه‌شناسی را پوشش می‌دهند.
او یکی از بنیان‌گذاران تیم هنر و کنش اجتماعی «تَندِم» و استودیوی فیلم‌سازی «تی‌اِن‌ای‌جی» است. او در سال ۲۰۱۳ همکاری خود را با فیلم‌برداران آرتور جافا و مالک سعید آغاز کرد و استودیوی فیلم «تی‌اِن‌ای‌جی» را پایه‌گذاری کرد. هدف آن‌ها توسعه و تولید فیلم‌های مستقل سیاه‌پوستان است، اما فیلم‌هایی که همچنین «درک ما را از سینمای نوین سیاه گسترش دهند و نه‌تنها روایت‌های جدید بلکه زیبایی‌شناسی و معیارهای فنی تازه‌ای را در سینمای سیاه ایجاد کنند». او می‌گوید: «به نظرم فیلم مستقل به‌طور کلی مورد توجه و حمایت بیشتری قرار گرفته است. اگر فقط به ۲۰ سال پیش نگاه کنید، اصلاً چیزی به نام آی‌اف‌سی وجود نداشت. حالا بسترهای جایگزین بیشتری وجود دارد، مثل نتفلیکس، که کارهایی را سفارش و تأمین مالی می‌کنند که مستقیماً از طریق کانال‌های خودشان پخش می‌شود ــ این‌ها راه‌هایی هستند برای ایجاد بستری برای مردم و امیدوارم برای اینکه فیلم‌سازان بتوانند صدایی خلق کنند که وابسته به جریان اصلی و انتظارات هالیوودی نباشد.»
بلانت مورهد در سال ۲۰۱۵ کتاب تصویری الفبای کودکان با عنوان «پی، مثل پوسی» را نوشت، که کتابی پر از کنایه‌های دوپهلو بود.
در فوریهٔ ۲۰۲۴ اعلام شد که او نخستین دریافت‌کنندهٔ اقامت هنری تحت حمایت «روبی‌ها» از طریق همکاری با آرت اُمی در درهٔ هادسون است.